# Oenothera parviflora
Oenothera parviflora es una planta perenne  de la familia de las onagráceas.

## Descripción
De tallo erecto o extendido, de 1 a 2 m, peloso y de inflorescencia ligeramente inclinada cuando florece. Hojas casi lampiñas. Flores amarillas, con pétalos de apoximadamente 11 mm, en una inflorescencia robusta, bastante densa. Ápices de los sépalos cortos, formando pares en forma de U. Florece en primavera y verano.

## Hábitat
Lugares baldíos.

## Distribución

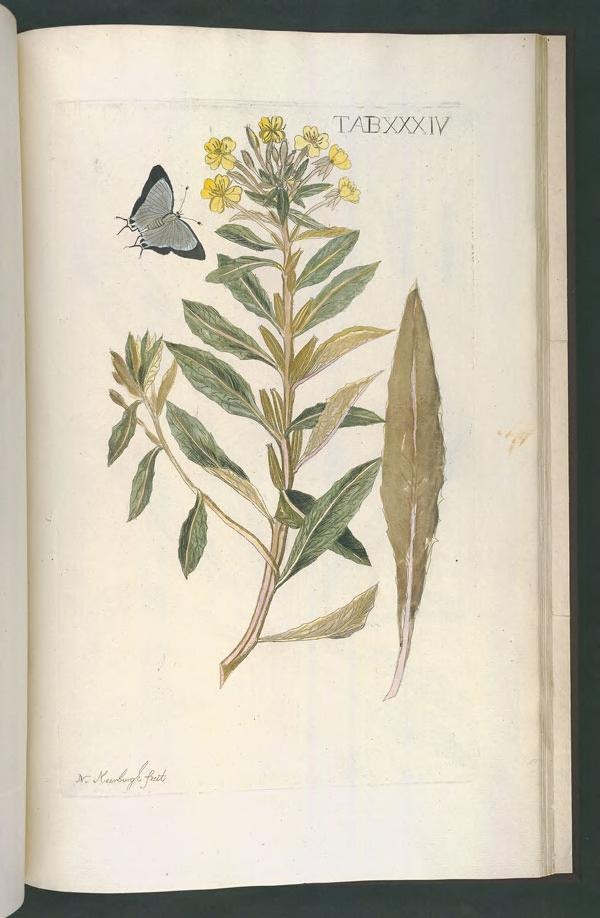
Ilustración realizada en 1775

Originaria de Norteamérica; introducida en Portugal, España, Francia, Alemania, Suiza, Holanda, Italia y Rusia.